# Бернатув (Опольське воєводство)
Бернатув (пол. Biernatów, нім. Berndau) — село в Польщі, у гміні Ґлубчиці Ґлубчицького повіту Опольського воєводства.
Населення — 72 особи (2011).

## Демографія
Демографічна структура станом на 31 березня 2011 року:
|          | Загалом | Допрацездатний вік | Працездатний вік | Постпрацездатний вік |
| -------- | ------- | ------------------ | ---------------- | -------------------- |
| Чоловіки | 37      | 7                  | 26               | 4                    |
| Жінки    | 35      | 5                  | 21               | 9                    |
| Разом    | 72      | 12                 | 47               | 13                   |